# Boglösa kyrka
Boglösa kyrka är en kyrkobyggnad som tillhör Boglösa församling i Uppsala stift. Kyrkan ligger i Boglösa by omkring sju kilometer sydost om Enköping. Boglösa socken är en trakt rik på fornlämningar och är främst känd för sina många hällristningar från bronsåldern.

## Kyrkobyggnaden
Boglösa kyrka är en enskeppig salkyrka av natursten med putsade inner- och ytterväggar. Kyrkan består av ett rektangulärt långhus med rakt avslutat kor i öster. I nordost finns en vidbyggd sakristia och i sydväst ett vidbyggt vapenhus. Ytterväggarna är gulputsade och har vita omfattningar kring fönster och hörn. Långhuset täcks av ett brant sadeltak som är spåntäckt och har smideskors vid gavelröstena. På vapenhusets gavelsprång finns snidade vindskidor från medeltiden. Vindskidorna har mönster utformade som växtornamentik som nedtill avslutas med varsitt gapande drakhuvud. I vapenhuset finns en massiv järndörr från medeltiden försedd med rika ornament och kraftiga lås.

### Tillkomst och medeltida ombyggnader
Kyrkans äldsta del uppfördes troligen under tidig medeltid, dock senast på 1200-talet. Koret var ursprungligen smalare än långhuset och hade eventuellt en absid. Kyrkorummet täcktes av ett plant trätak eller hade en öppen takstol. Ursprungskyrkan hade ungefär en tredjedel av nuvarande kyrkas storlek. I södra murens insida syns tydliga spår av ett fönster i romansk stil. Under 1300-talets första hälft förlängdes kyrkan mot öster och förmodligen byggdes då även sakristian. Denna yngre del är byggd av stora stenar med skarpa kanter som ligger i jämna skift. Nya korgaveln försågs med en trefönstergrupp, som nu är markerad i murverket. Likaså tillkom korportalen i söder. I norra kormuren har påträffats ett sakramentsskåp av trä, som är ursprungligt från korets byggnadstid. Långhuset försågs med ett trätunnvalv vars takstolar är bevarade och kan studeras uppe på vinden. Trävalvens så kallade remstycken är synliga högt uppe på innermurarna. Även vapenhuset kan härröra från folkungatiden, det vill säga perioden 1250 - 1350. Gavelsprångets snidade vindskidor av ålderdomlig typ antyder detta. Möjligen kan vapenhuset ha uppförts senare och vindskidorna då tillhört ett tidigare vapenhus av trä. Under 1400-talet försågs långhusets och sakristians innertak med tegelvalv.

### Senare ombyggnader
Under 1700-talet förlängdes kyrkan åt väster och de båda västra valven tillkom då. Under samma århundrade förstorades fönstren och nya fönster togs upp, vilket gav interiören sin ljusa, luftiga karaktär. Nuvarande slutna bänkinredning, tillverkad av mäster Lars i Enköping, sattes in 1744. Läktaren med målningar på barriären byggdes 1754. Kyrkgolvet belades 1762 med ljus och mörk tegelsten som senare byttes ut mot ett cementgolv. 1918 återfick altarskåpet sin gamla plats i koret. I samband med detta igensattes större delen av den medeltida fönstergruppen i öster så att ett litet rundfönster bildades. I rundfönstret insattes en glasmålning av Yngve Lundström. Åren 1957 - 1959 renoverades interiören under ledning av slottsarkitekt Ragnar Jonsson och den fasta inredningen konserverades.

## Inventarier[1]

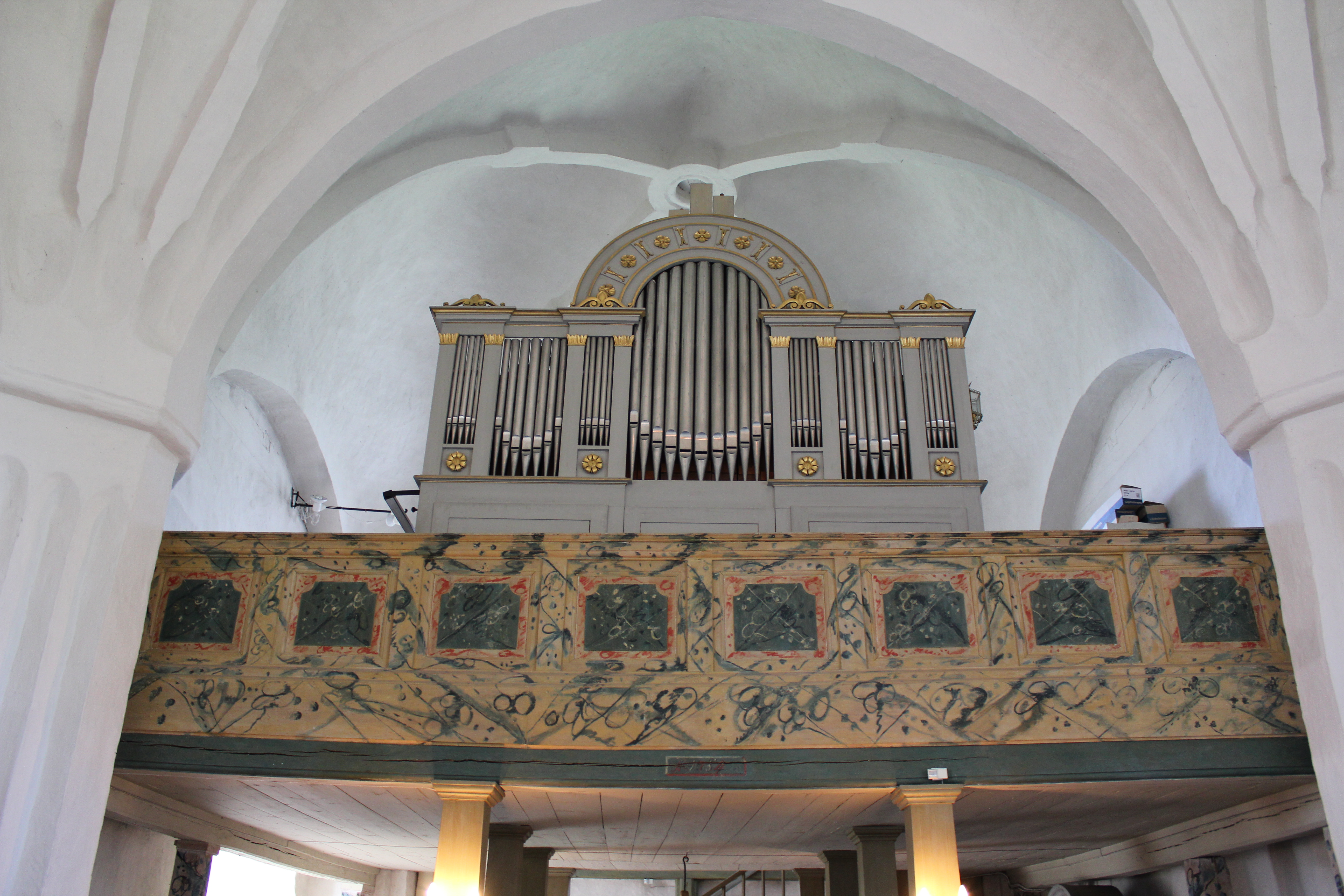
Orgeln i Boglösa kyrka.

- Dopfunten av kalksten och gotländsk härkomst är från omkring 1300. Foten är bevarad från en äldre dopfunt av sandsten från början av 1200-talet.
- Vid norra korväggen hänger ett stort triumfkrucifix som troligen härstammar från 1300-talet.
- Altarskåpet från 1400-talet tillverkades av Bertil målare och var ursprungligen avsett för Helga Lekamens gilles kor i Storkyrkan. När koret ändrades på 1470-talet såldes skåpet till Boglösa. Predellan som bär upp skåpet är tillverkad i Enköping 1798.
- Predikstolen tillverkades 1744 av Johan Berger, Stockholm. Den målades året därpå av "Mäster Schönfeldt".
- Mässingslykta från 1600-talet i vapenhuset.
- Ett flertal ljuskronor finns. En ljuskrona av malm med 16 ljusarmar är inköpt i Enköping 1656. En stor malmkrona med 30 armar kom till Tyska kyrkan 1656, och köptes in till Boglösa 1782. En tredje ljuskrona med 16 armar är inköpt i Stockholm 1782 för en liten kyrkklocka. Vidare finns två träkronor, skänkta av församlingsmedlemmar.
- Kyrksilvret består av en kalk, tillverkad 1653 vid omsmältning av två medeltidda kalkar, en oblatask tillverkad 1762, samt en silverkanna inköpt 1644. Kannan och kalken omgjordes 1749. Under medeltiden har kyrkan haft en rik silveruppsättning. 1545 utlämnades 7 kilo silver från kyrkan i samband med Gustav Vasas konfiskering av kyrksilver.

### Orgel
- Orgeln byggdes 1844 av Pehr Gullbergson, Lillkyrka. Orgeln var mekanisk med slejflådor och hade ett tonomfång på 54/24.

| Manual         | Pedal         | Koppel  |
| Principal 8'   | Subbas 16'    | Man/Ped |
| Dubbelflöjt 8' | Violoncell 8' |         |
| Vox Candida 8' |               |         |
| Fugara 8'      |               |         |
| Octava 4'      |               |         |
| Fleut 4'       |               |         |
| Octava 2'      |               |         |

 Orgeln invigdes 12 januari 1845 1:a Söndagen efter Trettondedagen.

## Omgivning

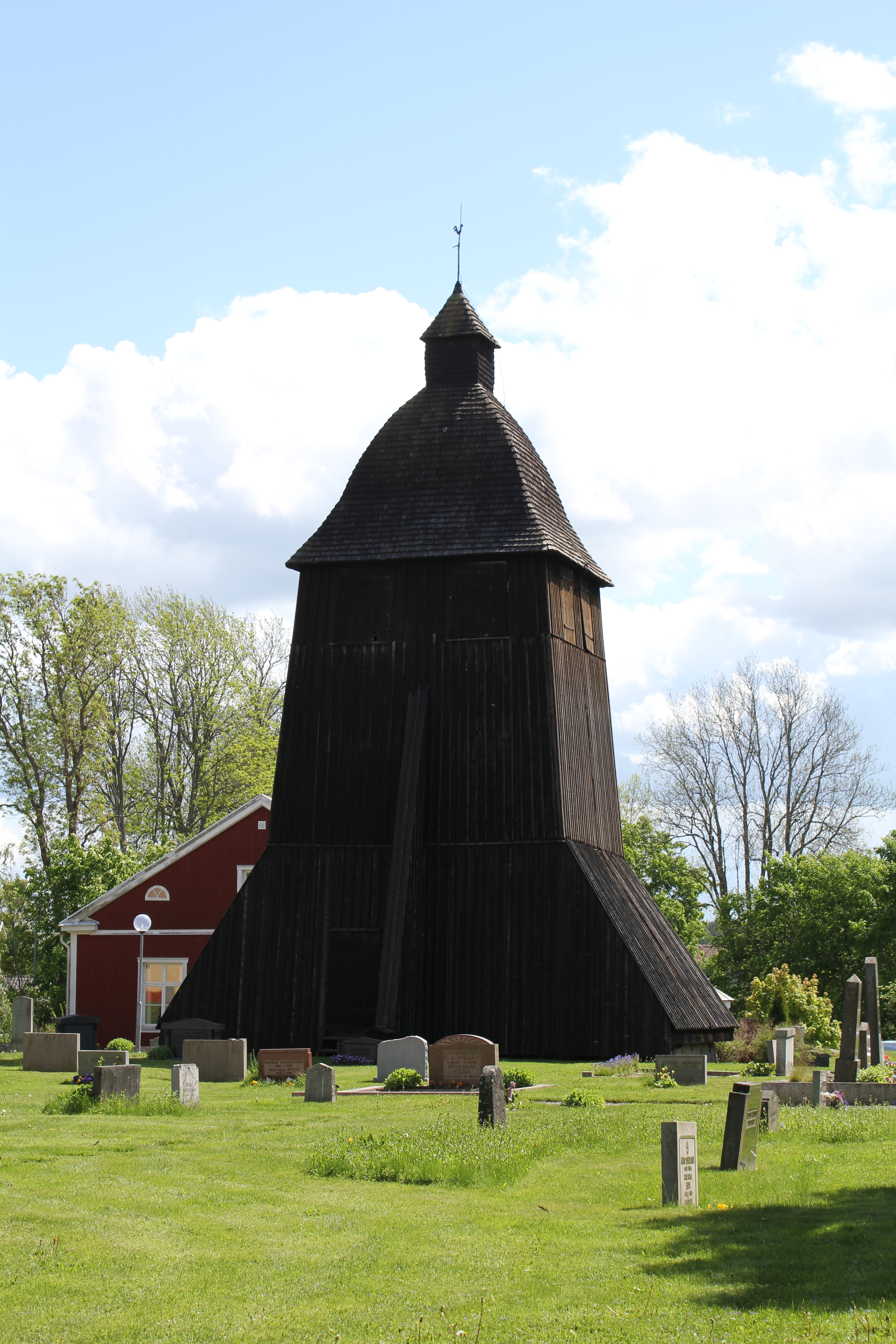
Klockstapeln vid Boglösa kyrka.

- Kyrkogården omges av en bogårdsmur vars sträckning härstammar från medeltiden. Tidigare var muren täckt med brädtak. En stiglucka i murens södra del revs 1804. Istället byggdes nuvarande pelare med järngrindar.
- På kyrkogården står en brädklädd klockstapel av okänd ålder. 1639 blev den upprättad då den brädslogs och tjärades. I stapeln hänger tre klockor. Stora kyrkklockan är i sin nuvarande gestalt omgjuten i Stockholm 1861 av F.M. Bergholtz. Lilla kyrkklockan är omgjuten 1811 i Stockholm av C.F. Grönvall.
- I anteckningar från 1600-talet omnämns en backe nordöst om kyrkan där en gillestuga skall ha funnits.